# Sofia Amoddio
Sofia Amoddio (Sortino, 10 maggio 1964) è una politica italiana del Partito Democratico.

## Biografia
Nata a Sortino, ma cresciuta e vissuta a Solarino, si è laureata in giurisprudenza presso l'Università degli Studi di Bologna; è avvocato penalista in Siracusa e, dal 2004, cassazionista. Dopo la laurea, ha lavorato per l'AIFO di Bologna, partecipando anche a campi di lavoro in Tanzania, Guinea-Bissau, Bolivia, India e attualmente è socia e attivista dell'organizzazione non governativa COPE (Cooperazione paesi emergenti) di Catania.

### Elezione alla camera dei deputati
Alle elezioni politiche del 2013 viene eletta alla Camera dei Deputati, nella circoscrizione Sicilia 2, nelle liste del Partito Democratico, per via della rinuncia di Flavia Piccoli Nardelli (che opta per il seggio nella circoscrizione Piemonte 2).
Dal marzo 2016 al marzo 2018 ha presieduto la "Commissione parlamentare di inchiesta sulla morte del militare Emanuele Scieri": le testimonianze fornite durante le audizioni hanno successivamente portato alla riapertura delle indagini da parte della Procura di Pisa seguendo l'ipotesi di omicidio.